# Dorcatoma pallicornis
Dorcatoma pallicornis är en skalbaggsart som beskrevs av Leconte 1874. Dorcatoma pallicornis ingår i släktet Dorcatoma och familjen trägnagare. Inga underarter finns listade i Catalogue of Life.